# Kawann Short
Kawann Arcell Short (* 2. Februar 1989 in East Chicago, Indiana) ist ein ehemaliger US-amerikanischer American-Football-Spieler auf der Position des Defensive Tackles. Er spielte in seiner gesamten achtjährigen Profikarriere für die Carolina Panthers in der National Football League (NFL), die ihn auch 2013 an 44. Stelle gedraftet hatten.

## Karriere

### College
Short spielte von 2008 bis 2012 College Football für die Boilermakers der Purdue University. 2009 spielte er alle 12 Spiele als Starter und erzielte 48 Tackles und 2 Interceptions. Er wurde zum Freshman All American von CollegeFootballNews.com gewählt und ins Big-Ten-All-Freshman-Team von The Sporting News. In der Saison 2010 wurde er Vierter in der Big Ten mit 6 Sacks und 12,5 Tackles mit Raumverlust. Er war auch Bester seiner Mannschaft mit 8 abgewehrten Pässen und 41 Tackles. In der Saison 2013 wurde er von seinen Teamkollegen zum Kapitän gewählt und startete alle 13 Spiele. Es hatte einen Karrierehöhepunkt mit 54 Tackles, 17 Tackles mit Raumverlust und 6,5 Sacks. Er wurde 2011 und 2012 ins First-Team All-Big-Ten gewählt.

### NFL
Im NFL Draft 2013 wurde er in der zweiten Runde als 44. Spieler von den Carolina Panthers ausgewählt. In seiner ersten Saison spielte Short alle 16 Spiele. Er produzierte 30 Tackles, 1 erzwungenen Fumble und 1,5 Sacks und hatte in seinem Team die zweitmeisten Quarterback Pressures (Druck auf den Quarterback) mit 21. Er wurde von PFF, ESPN und SB Nation ins All-Rookie-Team gewählt.
Mit den Panthers gewann er in der Saison 2015 das NFC Championship Game. Im Super Bowl 50 verloren sie dann gegen die Denver Broncos.
Nachdem Short in den Spielzeiten 2019 und 2020 verletzungsbedingt kaum zum Einsatz gekommen war, entließen ihn die Panthers im Februar 2021.